# Cua de ventall negre
El cua de ventall negre (Rhipidura atra) és un ocell de la família dels ripidúrids (Rhipiduridae).

## Hàbitat i distribució
Viu entre la malesa del bosc, matolls i clars a les muntanyes de Nova Guinea.